# Акцентная кривая
Акце́нтная крива́я (также схема ударения) — схема, показывающая на какой части (на основе или окончании) ставится ударение при словоизменении в каждой из словоформ той или иной парадигмы. Термин «акцентная кривая» может применяться как в отношении целой парадигмы, так и в отношении отдельной субпарадигмы. Акцентная кривая парадигмы при этом складывается из акцентных кривых субпарадигм. Акцентные кривые различаются по подвижности или неподвижности ударения (кривые неподвижного ударения проходят или только по основам, или только по флексиям словоформ, кривые подвижного ударения пересекают в различных комбинациях и основы, и флексии словоформ одного слова). Объединённые в тот или иной класс в зависимости от морфологического подразделения дополнительно распределённые акцентные кривые образуют акцентные парадигмы.
Понятия «акцентная кривая» и «схема ударения» используются как синонимы, но в некоторых исследованиях, в частности, в работе А. А. Зализняка «От праславянской акцентуации к русской», эти понятия разделены: термин «акцентная кривая» применяется к старорусскому и древнерусскому языкам, а «схема ударения» — к современному русскому языку. Помимо этого термин «акцентная кривая» может отождествляться с понятием «акцентная парадигма», а термин «схема ударения» может соотноситься как с термином «акцентная парадигма», показывающим распределение ударения в словоформах определённого слова, так и с термином «акцентный тип», представляющим общую схему размещения ударения в словоформах определённого множества слов, относящихся к той или иной части речи. Вместе с тем, В. А. Дыбо считает необходимым различать эти понятия, в частности, понятия «акцентная кривая» и «акцентная парадигма» поскольку «в разных категориях слов одна и та же акцентная парадигма может выражаться разными акцентными кривыми».
При построении акцентной кривой для словоформ, имеющих неслоговую основу (зл-ому) или окончание (гулял-ø), принято учитывать не действительное ударение, которое вынужденно находится на слоговых основе или окончании, а условное ударение, которое определяется по месту фактического ударения в контрольной словоформе той же лексемы.

## В русском языке
А. А. Зализняк выделил для русского языка следующие акцентные кривые, обозначаемые строчными латинскими буквами:
Общие для всех субпарадигм:
- a — ударение всегда на основе;
- b — ударение всегда на флексии;

Различающиеся в тех или иных субпарадигмах, в частности, в имени существительном представлены:
- c — ударение на основе в словоформах единственного числа, на флексии — в словоформах множественного числа;
- d — ударение на флексии в словоформах единственного числа, на основе — в словоформах множественного числа;
- e — ударение на основе в словоформах единственного числа и в словоформе именительного падежа множественного числа, на флексии — в словоформах косвенных падежей множественного числа;
- f — ударение на флексии во всех словоформах, кроме словоформы именительного падежа множественного числа;
- b′ — ударение такое же, как в схеме b, но в словоформе творительного падежа единственного числа — ударение на основе;
- d′ — ударение такое же, как в схеме d, но в словоформе винительного падежа единственного числа — ударение на основе;
- f′ — ударение такое же, как в схеме f, но в словоформе винительного падежа единственного числа — ударение на основе;
- f″ — ударение такое же, как в схеме f, но в словоформе творительного падежа единственного числа — ударение на основе;

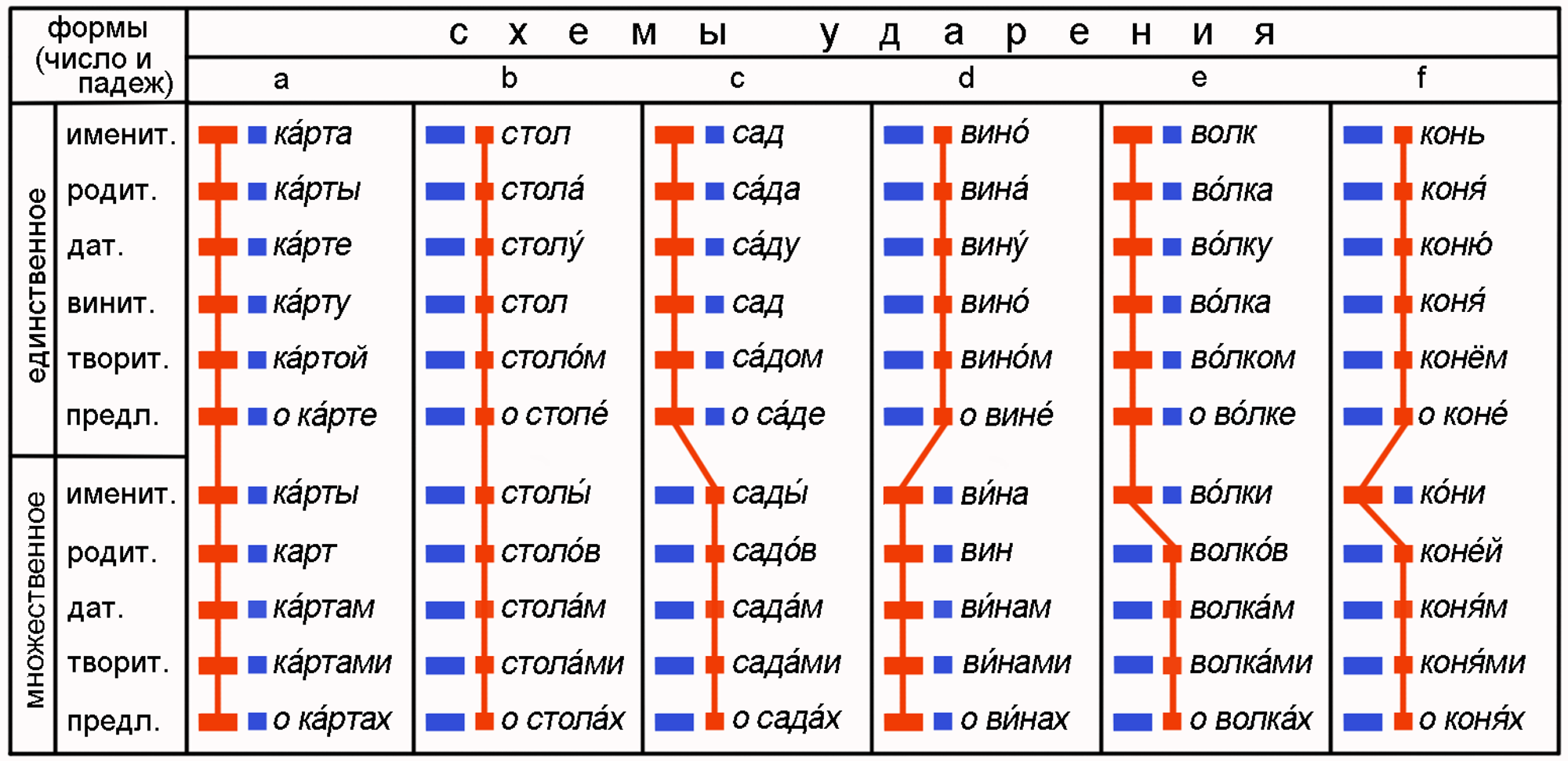
Основные акцентные кривые в субстантивном склонении (по А. А. Зализняку)

У прилагательных в атрибутивных субпарадигмах (включающих полные формы) помимо схем a и b представлена схема f (исключительно для слова «сам»), в которой отмечается ударение на основе в словоформе именительного падежа множественного числа и ударение на флексии — во всех остальных словоформах. В неатрибутивных субпарадигмах (включающих краткие формы) выделяются следующие акцентные кривые, в том числе с колебаниями (обозначены знаком штрих в дополнение к букве):
- c — ударение на флексии в словоформах единственного числа женского рода, на основе — в словоформах единственного числа среднего рода и множественного числа;
- a′ — колеблющееся ударение в словоформах единственного числа женского рода, ударение на основе — в словоформах единственного числа среднего рода и множественного числа (колебание между схемами a и c);
- b′ — колеблющееся ударение в словоформах множественного числа, ударение на флексии — в словоформах единственного числа;
- c′ — колеблющееся ударение в словоформах множественного числа, ударение на флексии — в словоформах единственного числа женского рода, на основе — в словоформах единственного числа среднего рода;
- c′′ — колеблющееся ударение в словоформах множественного числа и в словоформах единственного числа среднего рода, ударение на флексии — в словоформах единственного числа женского рода.

Схема ударения прилагательных включает схему атрибутивной субпарадигмы, обозначаемую первой буквой, и схему неатрибутивной субпарадигмы, обозначаемую через косую черту второй буквой. Например: a/a, a/a′, b/b.
У глаголов различают презентную субпарадигму (включающую формы настоящего и будущего простого времени, а также формы императива) и претеритную субпарадигму (включающую формы прошедшего времени и инфинитив). У глаголов в презентных субпарадигмах выделяют дополнительно к a и b следующие акцентные кривые:
- c — ударение на флексии в словоформах 1-го лица единственного числа настоящего времени и императива, на основе — в остальных словоформах;
- c′ (только у глагола хоˈтеть) — ударение на основе — в словоформах ˈхочешь, ˈхочет, ударение на флексии — в остальных словоформах;

У глаголов в претеритных субпарадигмах выделяют дополнительно к a и b следующие акцентные кривые:
- c — ударение на флексии в словоформах единственного числа женского рода прошедшего времени, на основе — в остальных словоформах;
- c′ (только у глаголов дать, взять) — колеблющееся ударение в словоформах единственного числа среднего рода прошедшего времени, ударение на флексии — в словоформах единственного числа женского рода, на основе — в остальных словоформах;
- c″ (только для части возвратных глаголов) — колеблющееся ударение в словоформах множественного числа и в словоформах единственного числа среднего и мужского рода прошедшего времени, ударение на окончании — в словоформах единственного числа женского рода.

Схема ударения глаголов включает схему презентной субпарадигмы, обозначаемую первой буквой, и схему претеритной субпарадигмы, обозначаемую через косую черту второй буквой. Например: a/a, a/c, b/c″.
Акцентные кривые в ряде случаев регулярно соотносятся с акцентными типами.